# Gerris lacustris
El zapatero o aclaraguas (Gerris lacustris) es una especie de hemíptero heteróptero de la familia Gerridae, común en la superficie de las aguas dulces de Europa, incluyendo la península ibérica. Mide entre dos y tres centímetros de longitud. La cabeza tiene largas antenas y grandes ojos.

## Historia natural
Es posible verlo sobre la superficie de las aguas dulces entre abril y noviembre. También es abundante en árboles y arbustos, y en una amplia gama de plantas herbáceas. Aunque prefiere las aguas quietas, es capaz de nadar con firmeza en corrientes poco fuertes.
Se desliza sobre el agua apoyándose en su larguísimo segundo par de patas, mientras que el par posterior lo utiliza a modo de timón para ir en cualquier dirección; ambos pares poseen una almohadilla apical formada por pelos hidrófobos, que consiguen formar una minúscula bolsa de aire sobre la superficie, lo que la mantiene en flotación constante.
Las patas delanteras quedan libres y están atentas para la captura de otros pequeños insectos, de los que se alimenta con voracidad.
Pasan el invierno bajo la vegetación próxima al agua, y al principio de la primavera, la hembra deposita los huevos sobre las plantas acuáticas.

## Ciclo vital
Los adultos terminan la hibernación hacia finales de abril o mayo y las hembras ponen los huevos en mayo. Estos huevos tardan unos 12-14 días en desarrollarse, pero el momento en que empieza la incubación depende de la temperatura. En su tipo de desarrollo, conocido como metamorfosis incompleta, las larvas de esta especie son más grandes y largas a medida que avanzan a través de los 5 estadios larvarios. En un periodo comprendido entre 24 y 30 días, alcanzan el estadio adulto. Las formas que presentan alas tardan más tiempo en madurar.